# Luke Roberts
Luke Roberts (Adelaide, 25 januari 1977) is een Australische voormalig wielrenner. Roberts is sinds seizoen 2016 in dienst bij Team Sunweb als ploegleider.

## Belangrijkste overwinningen

### Piste
| Jaar | AK         | WK                                  | Overige                                                                                        |
| ---- | ---------- | ----------------------------------- | ---------------------------------------------------------------------------------------------- |
| 1998 |            |                                     | CG Ploegenachtervolging, WB Cali Achtervolging, WB Victoria Ploegkoers en ploegenachtervolging |
| 1999 |            |                                     | WB Frisco ploegenachtervolging, WB Cali Ploegenachtervolging                                   |
| 2000 |            |                                     |                                                                                                |
| 2001 |            |                                     |                                                                                                |
| 2002 |            | Ploegenachtervolging, Achtervolging | CG Ploegenachtervolging                                                                        |
| 2003 | Ploegkoers | Ploegenachtervolging, Achtervolging | WB Cape Town Achtervolging                                                                     |
| 2004 |            | Ploegenachtervolging                | OS Ploegenachtervolging                                                                        |
| 2005 |            |                                     |                                                                                                |
| 2006 |            |                                     |                                                                                                |
| 2007 |            |                                     |                                                                                                |
| 2008 |            | Ploegenachtervolging                |                                                                                                |
| 2009 |            |                                     | 6daagse Grenoble                                                                               |
| 2010 |            |                                     |                                                                                                |
| 2011 |            |                                     |                                                                                                |
| 2012 |            |                                     |                                                                                                |

### Weg
2001
- 4e etappe Tour Down Under
- 4e etappe Spa Arden Challenge

2002
- Eindklassement Ronde van Tasmanië

2003
- 3e etappe Giro del Capo
- 5e etappe Ringerike GP
- Proloog Ronde van Venetië
- 4e etappe Ronde van Venetië

2004
- 6e etappe Ronde van Normandië
- 1e etappe Ronde van Rijnland-Palts

2005
- 4e etappe Ronde van de Middellandse Zee

2006
- 4e etappe Drei Länder Tour

2007
- UCI ProTour Ploegentijdrit

2008
- 3e etappe Giro del Capo

2010
- 3e etappe Ronde van Murcia

2013
- Proloog Jadranska Magistrala

## Resultaten in voornaamste wedstrijden
| Jaar | Ronde van Italië | Ronde van Frankrijk | Ronde van Spanje |
| ---- | ---------------- | ------------------- | ---------------- |
| 2005 |                  | 102e                |                  |
| 2006 |                  |                     |                  |
| 2007 |                  |                     |                  |
| 2010 | 124e             | 102e                |                  |
| 2011 |                  |                     |                  |
| 2012 | 115e             |                     |                  |

| Jaar | Milaan-San Remo | Ronde van Vlaanderen | Parijs-Roubaix | Luik-Bast.‑Luik |  | Wereldranglijsten |
| ---- | --------------- | -------------------- | -------------- | --------------- |  | ----------------- |
| 2005 |                 | 54e                  | 59e            |                 |  |                   |
| 2006 |                 | 66e                  | opgave         |                 |  |                   |
| 2007 | 130e            |                      | opgave         |                 |  | 110e (UPT)        |
| 2010 | 141e            |                      | opgave         |                 |  | 84e (UWK)         |
| 2011 |                 |                      | buit.tijd      | opgave          |  |                   |
| 2012 |                 | 89e                  | buit.tijd      |                 |  |                   |

## Ploegen
- 2002-Team ComNet-Senges
- 2003-Team ComNet-Senges
- 2004-Team ComNet-Senges
- 2005-Team CSC
- 2006-Team CSC
- 2007-Team CSC
- 2008-Team Kuota-Senges
- 2009-Team Kuota-Indeland
- 2010-Team Milram
- 2011-Saxo Bank-SunGard (vanaf 25/02)
- 2012-Team Saxo Bank
- 2013-Team Stölting
- 2014-Team Stölting (tot 25/05)

1908: Jones, Kingsbury, Meredith, Payne ·
1920: Magnani, Carli, Ferrario, Giorgetti ·
1924: De Martini, Dinale, Menegazzi, Zucchetti ·
1928: Facciani, Gaioni, Lusiani, Tasselli ·
1932: Pedretti, Borsari, Cimatti, Ghilardi ·
1936: Nizerhy, Charpentier, Goujon, Lapébie ·
1948: Decanali, Adam, Blusson, Coste ·
1952: Morettini, Campana, de Rossi, Messina ·
1956: Gasparella, Domenicali, Faggin, Gandini ·
1960: Vigna, Arienti, Testa, Vallotto ·
1964: Streng, Claesges, Henrichs, Link ·
1968: Lyngemark, Olsen, Asmussen, Jensen ·
1972: Schumacher, Colombo, Haritz, Hempel ·
1976: Vonhof, Braun, Lutz, Schumacher ·
1980: Manakov, Movtsjan, Ossokin, Petrakov ·
1984: Grenda, Turtur, Nichols, Woods ·
1988: Jekimov, Kasputis, Neljoebin, Oemaras ·
1992: Fulst, Glöckner, Lehmann, Steinweg ·
1996: Capelle, Ermenault, Monin, Moreau ·
2000: Fulst, Bartko, Becke, Lehmann ·
2004: Brown, McGee, Lancaster, Roberts ·
2008: Clancy, Manning, Thomas, Wiggins · 
2012: Burke, Clancy, Kennaugh, Thomas · 
2016: Burke, Clancy, Doull, Wiggins · 
2020: Consonni, Ganna, Lamon, Milan · 
2024:  Bleddyn, Welsford, Leahy, O'Brien
Arvesen ·
Bak ·
Basso ·
Blaudzun · 
Breschel ·
Bruun Eriksen ·
Calvente ·
Gerdemann ·
Guidi (tot 15/02) ·
Goesev ·
Hoffman (tot 15/07) ·
Johansen ·
Julich ·
Lombardi ·
Luttenberger ·
Michaelsen · 
Müller ·
Peron ·
Piil ·
Roberts ·
Sastre ·
A. Schleck ·
F. Schleck ·
N. Sørensen · 
Vandborg ·
Vande Velde ·
Voigt ·
Zabriskie ·
Klostergaard (stagiair) ·
C. A. Sørensen (stagiair) 
Arvesen ·
Bak ·
Basso ·
Blaudzun · 
Breschel ·
Cancellara   ·
Cuesta ·
Hoestov ·
Johansen ·
Julich ·
Klostergaard ·
Kroon ·
Ljungqvist ·
Lombardi ·
Luttenberger ·
Michaelsen · 
Müller ·
O'Grady ·
Pedersen ·
Peron ·
Piil ·
Roberts ·
Sastre ·
A. Schleck ·
F. Schleck ·
Sørensen · 
Vandborg ·
Vande Velde ·
Voigt ·
Zabriskie
Arvesen · Bak · Blaudzun · Breschel · Cancellara     · Cuesta · Goss · Haedo · Hoestov · Johansen · Julich · Klostergaard · Kolobnev · Kroon · Ljungqvist · Lund · Michaelsen (tot 15/04) · O'Grady · Pedersen · Roberts · Sastre · A. Schleck · F. Schleck · C. A. Sørensen · N. Sørensen · Vande Velde · Voigt · Zabriskie
Caruso (tot 30/06) ·
Ciolek ·
De Vocht ·  
Eichler ·
Förster ·
M. Fothen ·
T. Fothen ·
Fröhlinger ·
Gajek ·
Gerdemann ·
Kluge ·
Knaven (tot 15/08) ·
Knees ·
Nerz ·
Roberts ·
Roels ·
Rohregger ·
Russ ·
Schröder ·
Sentjens (tot 31/08) ·
Stroetinga ·
Terpstra ·
Voss ·
Wegmann ·
Wrolich ·
Schäfer (stagiair) ·
Weicht (stagiair)
Bellis · 
Boaro ·
Christensen ·
Contador ·
Cooke ·
Didier ·
J. J. Haedo ·
L. S. Haedo ·
Hoestov ·
Hernández ·
Jørgensen ·
Klostergaard ·
Larsson ·
Majka ·
Marycz ·
Mørkøv ·
Navarro ·
Noval ·
Nuyens ·
Porte ·
Roberts ·
C. A. Sørensen ·
N. Sørensen · 
Steensen ·
Tanner ·
Tosatto ·
Vandborg ·
Margaliot (stagiair)
Boaro ·
Cantwell · 
Christensen ·
Contador ·
J. J. Haedo ·
L. S. Haedo ·
Hoestov ·
Hernández ·
Juul-Jensen ·
Jørgensen ·
Klostergaard ·
Kroon ·
Lund ·
Majka ·
Margaliot ·
Marycz ·
Miyazawa ·
Mørkøv ·
Navarro ·
Noval ·
Nuyens ·
Paulinho ·
Pires ·
Roberts ·
C. A. Sørensen ·
N. Sørensen · 
Steensen ·
Tanner ·
Tosatto ·
Vinther